# Agravain

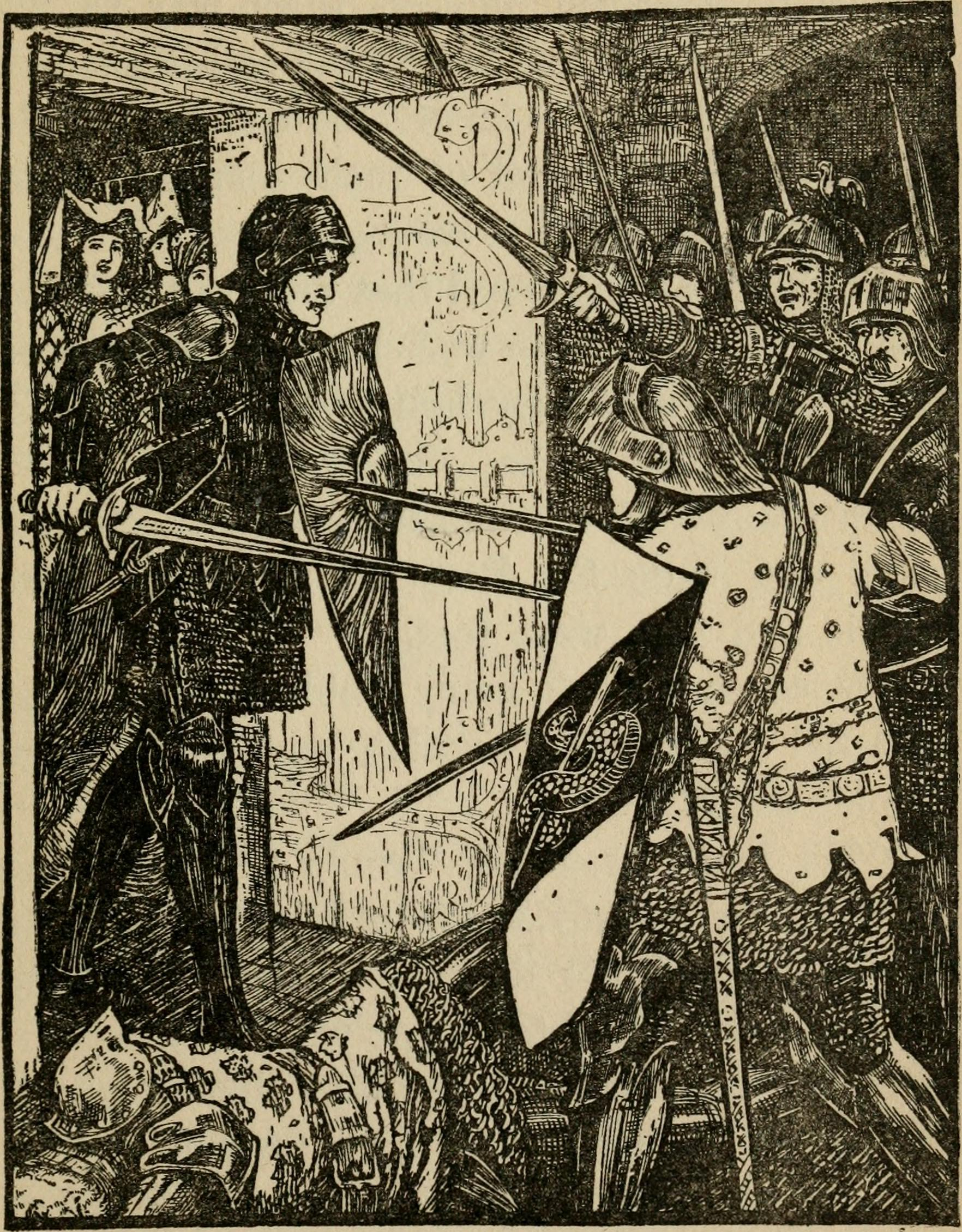
Agravains sista stund. Från Andrew Lang's Tales of the Round Table (1908)

Sir Agravain var en riddare vid runda bordet i legenden om kung Artur. Han var son till kung Lot och Morgause, bror till Gawain, Gareth och Gaheris och halvbror till Mordred. I Thomas Malorys stora riddarromanverk Le Morte d'Arthur är han medskyldig till en hel del av Mordred skurkstreck. Han dräptes av sir Lancelot tillsammans med tolv andra riddare när han hade överraskat Lancelot i sängen med Guinevere.
Sir Agravain har förekommit i flera moderna versioner. Han dyker upp i den brittiska tv-serien Merlin (2008–2012) som Arthurs föraktfulla farbror Agravaine de Bois; medan han utger sig för att hjälpa Arthur eftersom hans far är arbetsoförmögen arbetar Agravaine i hemlighet med Morgana för att återföra henne till tronen. Han dödas dock slutligen av Merlin i självförsvar efter att han hjälpt Morgana att attackera Camelot. Efter detta återtar Merlin och Arthur Camelot. I filmen First Knight presenteras han istället som den främsta av Arthurs riddare.